# John Gordon Melton
John Gordon Melton (né le 19 septembre 1942) est un chercheur américain en études religieuses qui a fondé l’Institute for the Study of American Religion et qui est actuellement le spécialiste des religions et des nouveaux mouvements religieux à la section des études religieuses de l’Université de Californie à Santa Barbara.
Il est l’auteur de plus de 25 ouvrages, dont plusieurs encyclopédies sur la religion en Amérique et les nouveaux mouvements religieux.

## Biographie
Né à Birmingham en Alabama, il obtient en 1964 une licence au Birmingham Southern College et poursuit des études de théologie au Garrett-Evangelical Theological Seminary.
En 1968, il est pasteur de l’église Méthodiste unifiée. Il a exercé de 1974 à 1975 à Wyanet dans l’Illinois et de 1975 à 1980 à Evanston, dans l’Illinois. Il fut également membre de Spiritual Frontiers Fellowship.
Il reçut son doctorat de Northwestern University en histoire et littérature des religions en 1975. Sa thèse couvrait l’étude de plus de 800 groupes religieux existant aux États-Unis. Son système de classification a depuis été largement utilisé.

## Nouveaux mouvements religieux
La plus grande partie de sa carrière religieuse a été consacrée à l’étude des groupes religieux minoritaires.
Son Encyclopedia of American Religions (encyclopédie des religions américaines), publiée en 1978, est devenue une référence. Il a, entre autres publications, également écrit un « dictionnaire biographique des sectes et leaders de sectes américains », une « encyclopédie de l’occultisme et de la parapsychologie », un « almanach New Age ». Il écrit dans les magazines académiques « Syzygy » et « Nova Religio ».
John Gordon Melton est un critique du mouvement antisectes américain et de quelques associations chrétiennes qui luttent contre les sectes. Il a rejeté le concept de lavage de cerveau et s’est opposé aux méthodes du deprogramming. Sa critique se fonde sur les libertés individuelles garanties par la Constitution des États-Unis et sur le fait que les méthodes employées lui semblent improductives. Il est suivi dans ses critiques par d’autres chercheurs et sociologues comme David G. Bromley, Eileen Barker, Stuart A. Wright, Susan J. Palmer, Anson Shupe, Massimo Introvigne.
Il s’est intéressé de près au New Age et se passionne pour le vampirisme et préside la Transylvanian Society of Dracula.

## Critiques
Certains autres chercheurs, comme Stephen A. Kent et Theresa Krebs ont publié des articles qualifiant Melton d’apologiste des sectes.
Ses spéculations sur la possibilité que le leader du groupe Aum Shinrikyō, jugé responsable de l’attentat au gaz sarin à Tokyo, ne pouvait pas avoir produit le gaz nécessaire à l’attentat lui ont attiré de nombreuses critiques.

### Articles
- Derek Davis, Review of The Church of Scientology, Journal of Church and State, 42/4 (Autumn 2000): 851-852.
- P. G. Davis, Review of Biographical Dictionary of American Cult and Sect Leaders, Religious Studies and Theology, 9 (1989): 101-103.
- James L. Garrett, Review of Encyclopedic Handbook of Cults in America, Southwestern Journal of Theology, 33 (1990): 69.
- Jeffrey Hadden, Review of Prime-time Religion, Journal for the Scientific Study of Religion, 36 (1997): 634.
- Stephen A. Kent and Theresa Krebs, "When Scholars Know Sin: Alternative Religions and Their Academic Supporters", Skeptic, 6/3 (1988): 36-44. Also see J. Gordon Melton, Anson D. Shupe and James R. Lewis, "When Scholars Know Sin" Forum Reply to Kent and Krebs, Skeptic, 7/1 (1999): 14-21. Article, sur apologeticsindex.org
- Philip Jenkins, Mystics and Messiahs: Cults and New Religions in American History (New York: Oxford University Press, 2000).

## Source
- (en) Cet article est partiellement ou en totalité issu de l’article de Wikipédia en anglais intitulé « J. Gordon Melton » (voir la liste des auteurs).